# Klosterschranne – Faulunger Stein
Das Naturschutzgebiet Klosterschranne – Faulunger Stein liegt im Westen des Unstrut-Hainich-Kreises in Thüringen. 

## Geographie

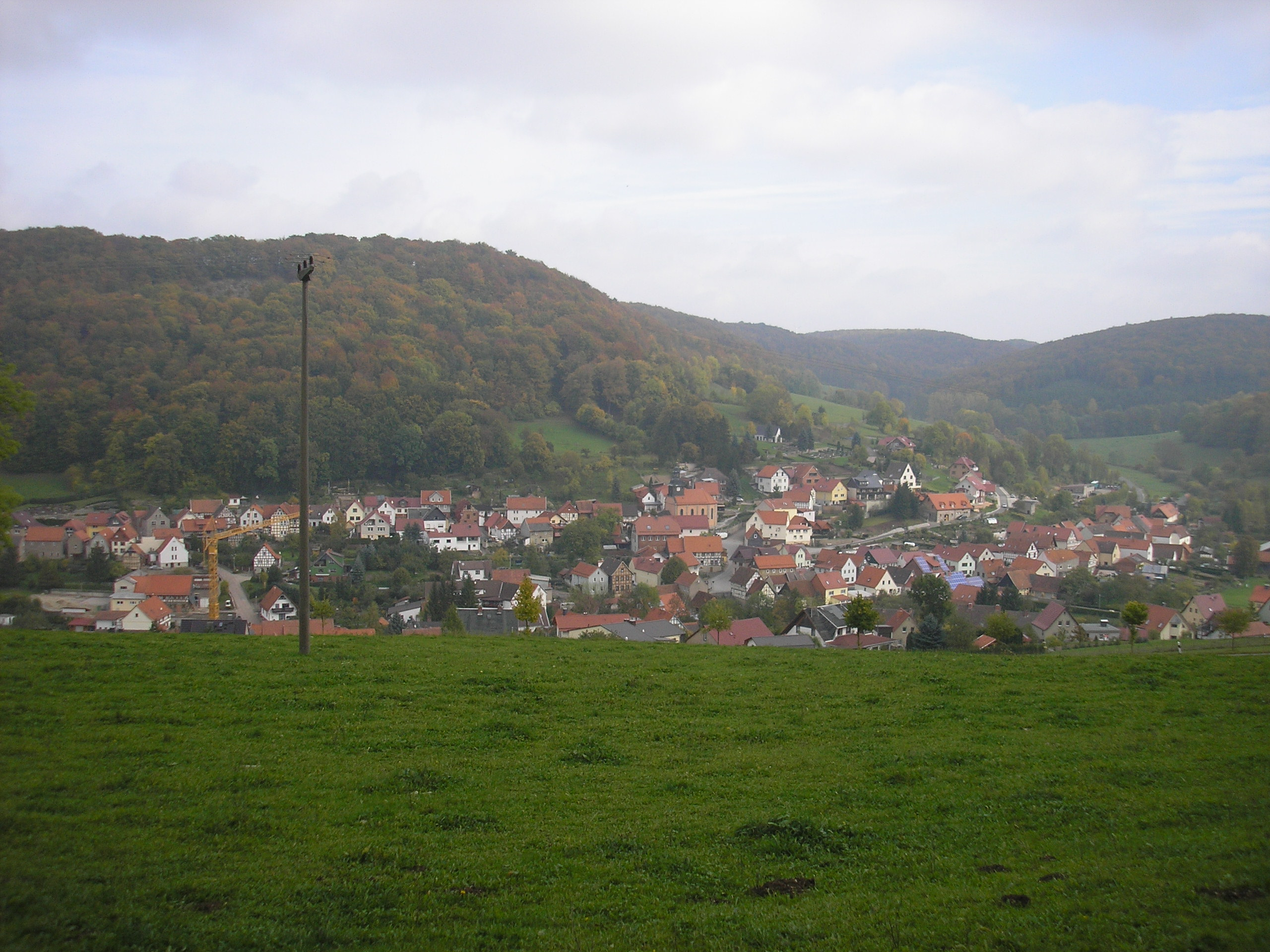
Blick auf Faulungen und Teile des Schutzgebietes

Es erstreckt sich nördlich und nordöstlich von Faulungen, einem Ortsteil der Landgemeinde Südeichsfeld, Lengenfeld unterm Stein liegt nordwestlich sowie Struth und Eigenrieden im Osten. Am nordöstlichen Rand des Gebietes verläuft die Landesstraße L 1003, westlich die Kreisstraße K501 und südlich die Gemeindestraße zur B 249. 
Die Muschelkalkplatte des Oberen Eichsfeldes wird durch rechte Nebentäler der Frieda und des Faulunger Bach mit ihnen Quellästen tief und steil zertalt und bildet dort zahlreiche Bergsporne. Das Naturschutzgebiet umfasst von Norden beginnend den südlichen Talgrund der Frieda (auch Zellaer Grund genannt), einem rechten Nebenfluss der Werra, dann die Muschelkalksteilhänge am Brandkopf (440 m) mit der Klosterschranne, des Schlegelsberges (bis 460 m) mit der Faulunger Schranne, des Petersberges und dem Großen Hegeholz (bis 455 m) bis zum oberen Talgrund des Faulunger Baches. Der überwiegende Teil des Schutzgebietes ist bewaldet, nur die etwas flacheren Tallagen und das Plateau am Schlegelsberg werden landwirtschaftlich genutzt, überwiegend als Weideland. Der Kernbereich besteht an den west- und nordexponierten Steilhänge aus unterem Wellenkalk, im Plateaubereich auch aus Oberen Wellenkalk und in Tallagen aus Röt. Hier befinden sich auch einige Quellen, die stark kalkhaltiges Wasser führen. Abschnitte der Steilhänge sind an der Oberhangkante von Felsen und Steilabstürzen bis zu 30 m Höhe geprägt, hier sind auch markante Aussichtspunkte zu finden. 
Das Naturschutzgebiet befindet sich innerhalb weiterer Schutzgebiete in Thüringen:
- Landschaftsschutzgebiet Obereichsfeld, in das mit der Ausweisung im Jahr 2009 zehn, teilweise sehr kleine Landschaftsschutzgebiete integriert wurden. Das rund 38.000 Hektar große Gebiet umfasst Bereiche zwischen Heilbad Heiligenstadt, Dingelstädt, Struth, Heyerode und der Landesgrenze zu Hessen.[3]
- FFH-Gebiet Muschelkalkhänge von Großbartloff bis Faulungen
- Vogelschutzgebiet Südliches Eichsfeld

## Bedeutung
Das 298,3 ha große Gebiet mit der NSG-Nr. 203 wurde im Jahr 1996 unter Naturschutz gestellt. Hier befindet sich eine bedeutende Anzahl von Eiben unterm Blätterdach der Buchenwälder. Ein Lehrpfad bei Faulungen informiert über das Schutzgebiet, oberhalb des Friedhofes von Faulungen ist eine Sommerlinde als Naturdenkmal eingetragen.